# TrackIR

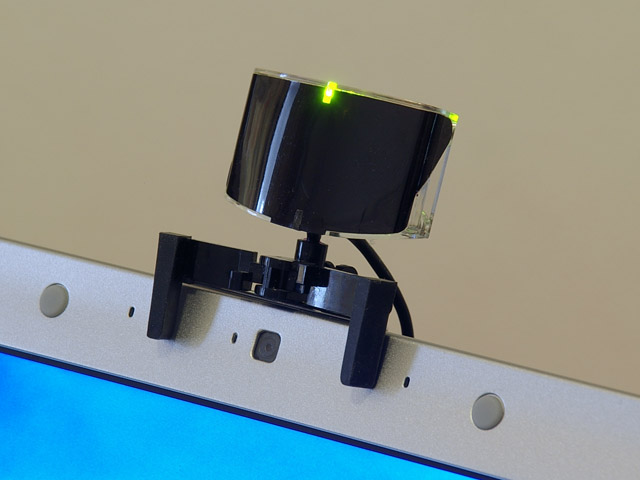
TrackIR 4 Pro, прикріплений до ноутбуку

TrackIR — перша з систем відстежування рухів голови, що вийшли на масовий ринок.
Це пристрій введення, що розробляється компанією NaturalPoint, забезпечує псевдо-віртуальну реальність на персональному комп'ютері. Воно може стежити за рухами голови користувача за координатами X, Y і Z. Отримані дані використовуються в програмах (іграх) для перетворення реальних поворотів голови у віртуальні. Наприклад, в авіасимуляторі, гравець може оглядати кабіну. Чутливість налаштовується, щоб запобігти такі повороти, коли користувач не може нормально дивитися на екран.

## Розробник
NaturalPoint, Inc. заснована в 1997 для розробки високоякісних технологій стеження і унікальних комп'ютерних пристроїв. Знаходиться в Корвалісі, Орегон.

## Критика
Останні моделі страждають неякісною збіркою. Також передбачається, що старі моделі штучно не підтримують стеження по 6 ступенями свободи.
API TrackIR закритий і реалізований тільки під Windows. Щоб позбутися від емуляторів на зразок FreeTrack, компанія NaturalPoint традиційно використовувала законодавство про товарні знаки — для того, щоб гра з'єдналася з драйвером, драйвер повинен передати грі рядок, що містить ім'я компанії. (Самі розробники FreeTrack стверджують, що рядок під закон не підпадає, тому що є частиною протоколу, а не товарним знаком).
В кінці 2008 року програмне забезпечення TrackIR перейшло на шифрований протокол зв'язку; першою грою, що підтримує його, був Digital Combat Simulator: Чорна акула. Пізніше компанія Eagle Dynamics пішла на компроміс між громадськістю та NaturalPoint, додавши підтримку старого нешифрованих протоколу, але тільки по трьох осях.

## Список ігор
Список ігор, які підтримують даний пристрій:
- 3D Інструктор 2.2
- Aces High II
- Armed Assault
- ArmA 2
- ArmA 2: Operation Arrowhead
- ArmA 3
- Rowan's Battle of Britain
- Battle of Britain II: Wings of Victory
- Battleground Europe: World War II Online
- Colin McRae Rally 2004
- Combat Flight Simulator 3
- Condor: The Competition Soaring Simulator
- Crashday
- Cross Racing Championship 2005
- Digital Combat Simulator
- Enemy Engaged: RAH-66 Comanche vs. KA-52 Hokum
- F1 Challenge
- Falcon 4.0
- Falcon 4: Allied Force
- Flight Simulator 2002
- Flight Simulator 2004: A Century Of Flight
- Flight Simulator X
- Future Pinball
- GTR
- GT Legends
- Grand Prix Legends
- Іл-2 Штурмовик: Забуті бої
- Insurgency
- Jane's F/A-18
- JetPakNG
- Jumpgate classic
- Ka-50: Black Shark
- Live for Speed
- Lock On: Modern Air Combat
- Lock On 1.1: Flaming Cliffs
- LunarPilot
- Mediterranean Air War (MAW)
- Micro Flight
- MiG Alley
- NASCAR Racing 2003 Season
- NASCAR SimRacing
- NetKar PRO
- Orbiter
- Over Flanders Field (OFF)
- Pacific Fighters
- RealFlight G3
- RFactor
- Richard Burns Rally
- Rise: The Vieneo Province
- Ship Simulator 2006
- Shift 2: Unleashed (раніше Need for Speed: Shift 2 Unleashed)
- Silent Wings
- Star Wars Galaxies: Jump to Lightspeed
- Strike Fighters: Project 1
- Test Drive Unlimited
- ToCA Race Driver 2
- Trainz Railroad Simulator 2006
- Virtual Sailor
- War Thunder
- Warbirds 2004
- Wings of War
- Wings Over Europe: Cold War Gone Hot
- Wings Over Vietnam
- WWI: Knights of the Sky
- X-Plane / X-Cockpit
- X3: Albion Prelude
- Війна в небі — 1917
- Далекобійники 3: Підкорення Америки — так і не отримала підтримку технології з боку розробників гри (вірно на 4.01.2010)
- Race Driver: GRID — додано в патчі 1.2
- GRID 2
- Euro Truck Simulator 2